# Ectemnonotum mentaweiense
Ectemnonotum mentaweiense är en insektsart som beskrevs av Schmidt 1910. Ectemnonotum mentaweiense ingår i släktet Ectemnonotum och familjen spottstritar. Inga underarter finns listade i Catalogue of Life.